# プレシェヴォ渓谷

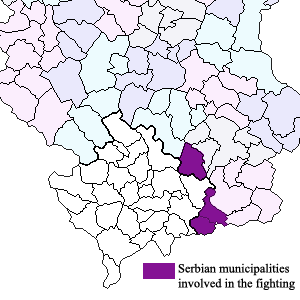
着色部分は南からプレシェヴォ、ブヤノヴァツ、メドヴェジャ。プレシェヴォ渓谷の中心的な自治体

プレシェヴォ渓谷（プレシェヴォけいこく、セルビア語:Прешевска Долина / Preševska Dolina、アルバニア語:Lugina e Preshevës）は、セルビアの本土（中央セルビア）の最南端の一角を占める地域であり、プレシェヴォとメドヴェジャの2つの自治体がその中心を占める。両自治体ともコソボに接している。

## 地理
地理的には、プレシェヴォ渓谷とは、ゴリスカ・モラヴィツァ川（Golijska Moravica）によって形成される渓谷であり、その南モラヴァ川（Južna Morava）との合流地点であるブヤノヴァツから、プレシェヴォ近くの源泉までがその範囲にあたる。渓谷はバルカン半島を南北に貫く主要な経路であり、その北にはゴリスカ・モラヴィツァ川、南モラヴァ川、大モラヴァ川（Velika Morava）を経てドナウ川へと続いており、南へはヴァルダル川がマケドニア共和国、ギリシャ領マケドニアを貫いてエーゲ海へと至っている。この経路はバルカン半島の山々を南北に縦断し、エーゲ海沿岸地方と中央ヨーロッパを結ぶ重要な経路であり、コソボのプリシュティナを通る経路がコソボ紛争とその後の混乱によって自由に使えなくなるとその重要性は一層高まった。

## 住民
プレシェヴォ、ブヤノヴァツの両自治体とも民族的にはアルバニア人が多数派であるが、ブヤノヴァツには少なくない数のセルビア人の住民も住んでいる。この地域の主要な町はプレシェヴォ、ブヤノヴァツ、メドヴェジャである。

## 歴史

### プレシェヴォ渓谷危機
2001年、コソボ紛争の余波を受けて、この地域でユーゴスラビア治安部隊と、コソボ解放軍と関連の深いアルバニア人のゲリラ組織・プレシェヴォ・メドヴェジャ・ブヤノヴァツ解放軍との武力衝突が発生した。反乱の目的はプレシェヴォ、ブヤノヴァツおよびメドヴェジャの各自治体の支配権を獲得し、隣接するコソボやマケドニア共和国のアルバニア人支配地域と接続することであった。これによって国境管理は徐々に不徹底となっていった。国際社会からの関心の低さから、反乱者たちはやがて南に隣接するマケドニア共和国に移り、民族解放軍の一部となり、マケドニア政府との戦いに加わっていった。この紛争は、アルバニア人ゲリラの指導者が武装解除に同意したことにより終結した。
2007年9月、セルビア大統領ボリス・タディッチは、コソボで脱獄を試みた元テロリストや現役のテロリストがマケドニア共和国に潜伏していると言明した。タディッチによると、テロリストはプレシェヴォ渓谷で新たな紛争をはじめるために、南部セルビアの自治体を攻撃するつもりであるとした。しかし、大半のテロリストはマケドニア警察による山嵐作戦（Operation Mountain Storm）によって逮捕されるか死亡した

## 政治
この地域のアルバニア人を代表してプレシェヴォ渓谷アルバニア人連合（Albanian Coalition from Preševo Valley）が、2008年のセルビアの議会選挙で1議席を確保している。